# Sullivan Bluth Studios
Sullivan Bluth Studios je bio američki animacijski studio osnovan 1979. od istoimenih poznatih animatora. Don Bloth i nekolicina njegovih kolega su 1979. napustili Disney i osnovali "Don Bluth Productions", kasnije znan kao "Bluth Group".

## Filmografija
- Tajna NIMH-a (1982.)
- Američka priča (1986.)
- Zemlja daleke prošlosti (1988.)
- Svi psi idu u raj (1989.)
- Rocker iz kokošinjca (1990.)
- Palčica (1994.)
- Trol iz Central parka (1994.)
- Zaljubljeni pingvin (1995.)

## Unutarnje poveznice
Srodni studiji:
- Amblimation
- Fox Animation Studios
- MGM Animation
- Universal Animation Studios